# Molophilus repandus
Molophilus repandus là một loài ruồi trong họ Limoniidae. Chúng phân bố ở miền Australasia.